# Pyrianoreina piranga
Pyrianoreina piranga là một loài bọ cánh cứng trong họ Cerambycidae.